# St. David (Arizona)
St. David és una concentració de població designada pel cens dels Estats Units a l'estat d'Arizona. Segons el cens del 2000 tenia 1.744 habitants.

## Demografia
Segons el cens del 2000, St. David tenia 1.744 habitants, 666 habitatges, i 462 famílies La densitat de població era de 126,6 habitants/km².
Dels 666 habitatges en un 28,1% hi vivien nens de menys de 18 anys, en un 59,3% hi vivien parelles casades, en un 8,1% dones solteres, i en un 30,5% no eren unitats familiars. En el 26,9% dels habitatges hi vivien persones soles el 17% de les quals corresponia a persones de 65 anys o més que vivien soles. El nombre mitjà de persones vivint en cada habitatge era de 2,6 i el nombre mitjà de persones que vivien en cada família era de 3,16.
Per edats la població es repartia de la següent manera: un 28,3% tenia menys de 18 anys, un 5,4% entre 18 i 24, un 18,2% entre 25 i 44, un 23,3% de 45 a 60 i un 24,8% 65 anys o més.
L'edat mediana era de 44 anys. Per cada 100 dones de 18 o més anys hi havia 98,6 homes.
La renda mediana per habitatge era de 30.840 $ i la renda mediana per família de 32.292 $. Els homes tenien una renda mediana de 31.641 $ mentre que les dones 21.339 $. La renda per capita de la població era de 12.872 $. Aproximadament el 8,7% de les famílies i el 12,1% de la població estaven per davall del llindar de pobresa.

## Poblacions més a prop
El següent diagrama mostra les poblacions més a prop.